# Gerespa
Gerespa là một chi bướm đêm thuộc họ Erebidae.